# José Ramírez (baseball, 1990)
Ne pas confondre avec José Ramírez (baseball, 1992).
José Altagracia Ramírez (né le 21 janvier 1990 à Yaguate, San Cristóbal, République dominicaine) est un lanceur de relève droitier des Braves d'Atlanta de la Ligue majeure de baseball.

## Carrière
José Ramírez signe son premier contrat professionnel en 2007 avec les Yankees de New York. À l'origine lanceur partant dans les ligues mineures, Ramírez est en 2013 converti en lanceur de relève par les Yankees, en raison de blessures subies dans les années précédentes et de difficultés dans le rôle de partant.
Il fait ses débuts dans le baseball majeur comme releveur pour les Yankees le 4 juin 2014, une sortie qui se conclut par une défaite face aux Athletics d'Oakland.
Après 8 matchs joués en 2014 et trois autres en 2015, Ramirez présente une moyenne de points mérités de 7,62 en 13 manches lancées pour les Yankees.
Le 30 juillet 2015, les Yankees échangent Ramírez et le voltigeur Ramón Flores aux Mariners de Seattle contre le voltigeur Dustin Ackley. Il apparaît dans 5 matchs des Mariners, accorde 9 points dont 6 mérités en 4 manches et deux tiers, mais décroche au passage sa première victoire dans les majeures.
Le 4 décembre 2015, Seattle échange Ramírez aux Braves d'Atlanta contre Ryne Harper, un lanceur droitier des ligues mineures.